# Ottava (registro d'organo)
L'ottava è un particolare registro dell'organo.

## Struttura
Si tratta, fondamentalmente, di un registro ad anima di tipo principale che suona un'ottava sopra la nota reale. La lunghezza della canna più alta del registro è pertanto di 4 piedi; il registro è pertanto spesso indicato come "Ottava 4'".
Il suo suono ha un'incisività superiore rispetto al principale, ma di minore intensità. Gli usi che si possono fare di questo registro sono molteplici: è indispensabile nel ripieno e nel tutti, schiarisce il suono degli altri registri, è di rinforzo per le ance, è necessario in combinazione coi registri di mutazione come la sesquialtera. Inoltre, l'ottava da 4' è il registro su cui si basa l'accordatura dell'organo. La sua perfetta intonazione, pertanto, è importantissima.